# Dar Lugdach
Dar Lugdach (también Darlugdach f. 525/527) fue la sucesora de Brígida de Kildare como abadesa de Kildare, y es reconocida como santa. Se registra que falleció un año después del día de santa Brigida, y se conmemora el mismo día como abadesa famosa. Poco se conoce de su historia familiar.

## Biografía
Dar Lugdach (en gaélico, Hija de Lug) es conocida como la discípula favorita de Santa Brígida. Ultan, en su Vida de Brigit dice que Darlugdach se había enamorado, y una noche cuando iba a encontrarse en secreto con su enamorado, dejó con cuidado la cama en que ella y Brígida dormían. Sintiéndose en peligro, rogó a Dios que la guiara; colocó brasas encendidas en sus zapatos y luego se los puso. "Así por el fuego apagó el fuego, y por el dolor extinguió el dolor." Luego regresó a la cama. Santa Brígida, aunque aparentemente dormida, lo sabía todo, pero guardó silencio. Al día siguiente, Darlugdach se lo dijo todo. Santa Brígida entonces le dijo que ahora estaba a salvo del fuego de la pasión aquí y del fuego del infierno en el Más Allá, y luego le curó los pies. Cuando su muerte se acercaba, Darlugdach deseó morir con Brígida, pero la santa respondió a Darlugdach que tendría que morir en el primer aniversario de su propia muerte, como así fue.
Darlugdach sucedió a Santa Brígida como abadesa de Kildare. Como ella, su día es el 1 de febrero. El monje irlandés Nennio cuenta una historia imposible de ella habiendo sido exiliada de Irlanda y yendo a Escocia, donde el rey Nechtain se hizo cargo de Abernethy ante Dios y Santa Brígida, con "Darlugdach presente en la ocasión y cantando aleluya." Fordun coloca el acontecimiento en el reinado de Garnard Makdompnach, sucesor del rey Bruide, en cuyo tiempo San Columba predicó a los pictos; pero ambas santas habían muerto antes de que San Columba empezara sus labores en Escocia.
El arzobispo Ussher declara que Darlugdach fue venerada en Frisingen en Baviera, bajo el nombre de Dardalucha, pero no hay la menor razón para suponer que ella predicara en la región. Dedicaciones a santos irlandeses en el continente eran a menudo el resultado del celo piadoso de miembros de su comunidad, que ensalzaban la santidad y dignidad de su patrón y llevaron a sus partidarios extranjeros a esperar su favor especial cuando establecían una fundación nueva en su honor. Tal fue probablemente el caso de las personas de Frisingen, según el Dictionary of National Biography.